# Слободан Селенић
Слободан Селенић (Пакрац, 7. јун 1933 — Београд, 27. октобар 1995) био је српски писац, академик, професор и критичар.

## Биографија
Слободан је рођен јуна 1933. године у Пакрацу, где је живела мајчина породица. Био је син јединац родитеља Саве, професора и Вере, рођ. Подунавац, која потиче из свештеничке породице. Сава је био један од вођа предратне Самосталне демократске странке Светозара Прибићевића. Родитељи су се прво преселили у Срем, у Руму. Отац је пре и после женидбе живео и радио у Београду, бавећи се просветом, а касније новинарством и политиком. Родитељи су пред Други светски рат држали приватну гимназију у Београду. Током Другог светског рата Сава је сарађивао са НОП-ом. Он је у име своје партије водио преговоре са комунистима, око стварања заједничког „Народног фронта”. Међутим крајем 1944. године био је стрељан од стране партизана.
Млади Селенић звани Боба је основну и средњу школу завршио у Београду. Ту је и студирао енглески језик и књижевност, на Филозофском факултету београдског Универзитета. Постдипломске студије похађао је током 1950. године у Великој Британији. Бавио се у младости новинарством, па од 1955. године књижевношћу. Радио је као уметнички директор (са смо 29 година живота) у предузећу "Авала филму", и сарађивао листовима "Борби" и "Делу". Писао је есеје и књижевне критике; бавио се превођењем са енглеског језика. Као доцент ступио је 1965. године на Академију за позориште, филм, радио и телевизију. Дописни је члан САНУ у Београду од 25. априла 1991. године. Био је ожењен Меримом; становали су од 1964. године у стану код Студентског парка; у браку нису имали деце. Академик Слободан Селенић је умро од рака, у 62. години живота у јесен 1995. године у Београду.
Био је последњи председник Савеза књижевника Југославије. По проф. Ненаду Прокићу Био је паметан као пчелица и леп као неки скандинавски принц. Представљао је углађену, паметну, лепо васпитану Србију.

## Дело
Селенић је писао романе, драме (3) и позоришну критику (редовно је објављивао између 1956-1978). За роман првенац "Мемоари Пере богаља" добио је 1969. године Октобарску награду града Београда. Био је члан САНУ и добитник многих награда, између осталих НИН-ове награде 1980. године за роман Пријатељи. Његове књиге су биле неколико година најчитаније штиво. Био је и редовни професор на Факултету драмских уметности где је предавао драматургију 20. века.
По његовом истоименом роману и сценарију, 1995. године је снимљен филм Убиство с предумишљајем. Наредне 1996. године снимљен је филм Очеви и оци.
У неколико својих романа (Тимор мортис, Писмо глава, Очеви и оци, Убиство с предумишљајем), прати токове самоспознаје и опстанка једне иманентно трагичне културе. За роман „Тимор мортис”, добио је 1989. године награду „Меша Селимовић”.

## Награде и признања
- Октобарска награда града Београда, 1969.
- НИН-ова награда, за роман Пријатељи, 1980.
- Награда Народне библиотеке Србије за најчитанију књигу године, за роман Пријатељи, 1982.
- Стеријина награда за текст савремене драме, за драму Ружење народа у два дела, 1988.
- Награда „Меша Селимовић”, за роман Timor mortis, 1989.
- Награда Народне библиотеке Србије, за роман Убиство с предумишљајем, 1995. и 1996.
- Постхумна награда за сценарио за филм Убиство с предумишљајем, 1996.

## Одабрана дела
- Мемоари Пере богаља (1968)
- Писмо глава (1972)
- Пријатељи (1980) - нека од издања ове књиге носе наслов Пријатељи са Косанчићевог венца 7
- Очеви и оци (1985)
- Тимор мортис (1989)
- Убиство с предумишљајем (1993)